# 中西敦子
中西 敦子（なかにし あつこ、1996年7月1日 - ）は、テレビ新広島のアナウンサー。広島県東広島市出身。O型。

## 人物
近畿大学附属広島高等学校・中学校東広島校を経て、青山学院大学地球社会共生学部卒業。古橋ゼミ内部活でドローン部に所属。
中学時代は大久野島で開かれるマラソン大会「ラビットクロカン」島内一周3.15㎞部門に毎年参加していた。高校時代は陸上800m、棒高跳びをしていた。大学時代は、青山陸上愛好会に所属。
テレビ朝日アスク卒業生。
オセロがとても強い。
ストレス解消法は、お菓子を食べながら漫画を読む。
耳の小ささは誰にも負けない。    
目玉焼きにはお好みソースをかけるこだわりをもっている。  
チワパピ（オス）を飼っている愛犬家である。
2020年6月から1か月間、フジテレビ系列局合同のアナウンサー研修を受けた。

## 出演番組
- ひろしま満点ママ!!（2020年 - ）
  - 水曜日MC担当（2021年8月 - 2023年3月）
  - 月曜〜水曜MC担当（2023年10月 - ）
  - 木曜コーナー「もっとGO TO広島」ボールボーイ佐竹とコンビ
  - 木曜コーナー「あなたがジャッジ!きゅんとぴえん」ボールボーイ佐竹と対決 
    - 『TSSライク!』出演時は市場里奈が担当の場合あり

  - 金曜コーナー「やまとなでしこ旅日和」島根県
  - 木曜コーナー「地元っこに聞いてみた！」ボールボーイ佐竹とコンビ
  - 木曜コーナー「地元っこに聞いてみた！」宮島生中継（2024年3月28日）
- ローカルニュース
- めざましテレビ 平和祈念式典中継（2020年8月6日、フジテレビ系）
- TSSプライムニュース
- TSS ライク!（2021年2月 - ）
  - 天気情報
  - ライク!NewsFlash
  - フィールドキャスター
  - 水曜コーナー「週刊トレンドライク」
- Turf & Trip〜今こそゴルフ旅！大人女子が会いに行く〜（2021年4月 - 6月 / 10月23日 - 2022年1月8日 / 2022年10月15日 - ）
- 広がれ！ゴミゼロの輪（2022年11月12日）
- 1時50分からはスローでイージーなルーティーンで（2023年4月4日、関西テレビ制作）
  - 「スロイジライブビューイング」（ネット7局からの生中継企画）の第1弾で、厳島神社（広島県廿日市市）からのリポートを担当。

## イベント
- 第50回広島県少年野球学童選手権大会（2020年8月14日、会場：マツダスタジアム）開会式・閉会式 司会